# Adaptateur sans fil Game Boy Advance

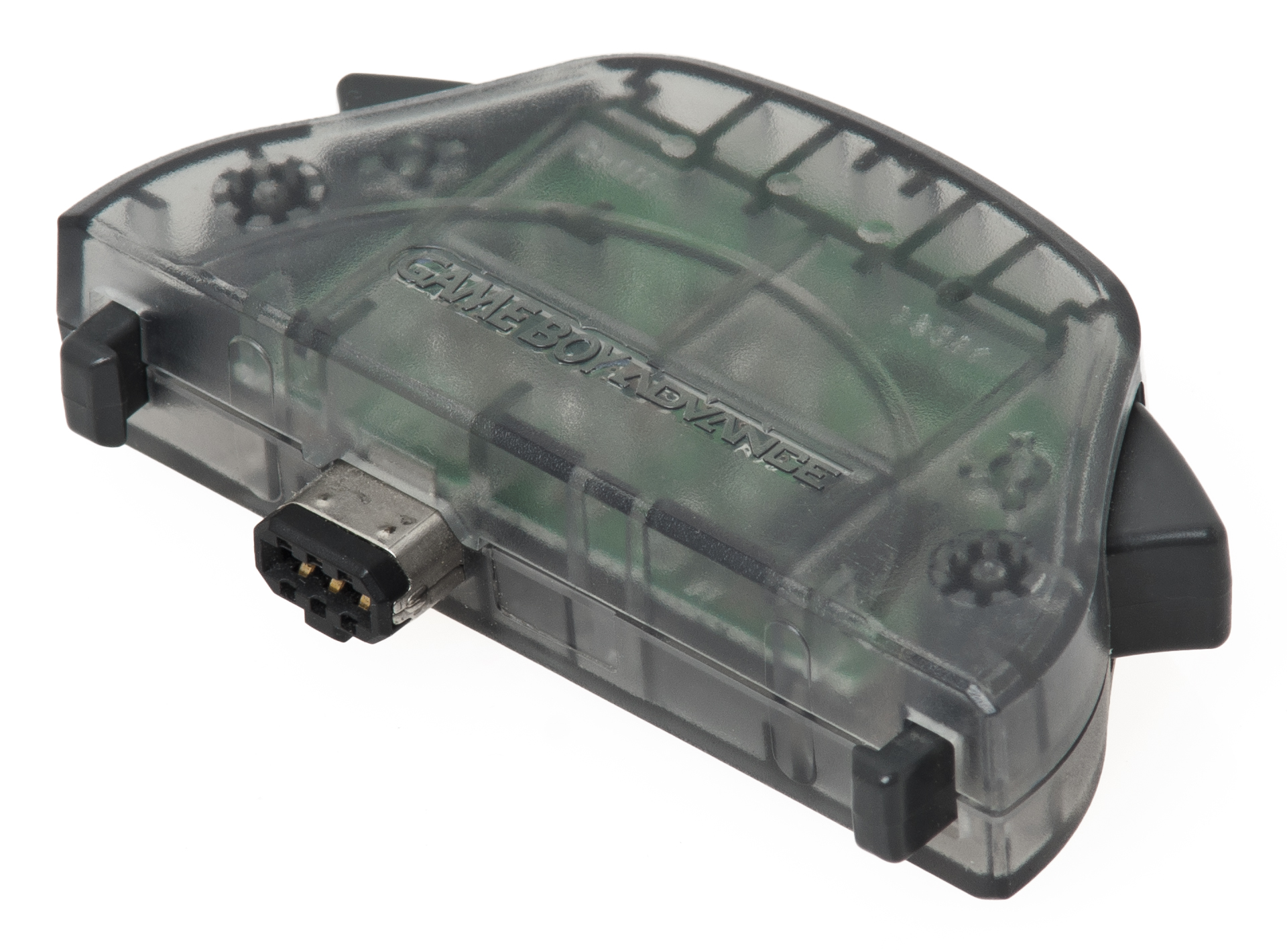
L'adaptateur sans fil Game Boy Advance

 (octobre 2019).
Si vous disposez d'ouvrages ou d'articles de référence ou si vous connaissez des sites web de qualité traitant du thème abordé ici, merci de compléter l'article en donnant les références utiles à sa vérifiabilité et en les liant à la section « Notes et références ».
L'adaptateur sans fil Game Boy Advance est un accessoire de la Game Boy Advance destiné à connecter deux consoles entre elles sans qu'elles soient reliées physiquement par un câble link. Créé en 2004 par Nintendo, il fut notamment distribué avec les jeux Pokémon Rouge Feu et Vert Feuille.
Il existe deux versions de l'adaptateur : une pour la Game Boy Advance et la Game Boy Advance SP et une pour la Game Boy Micro, qui utilise un connecteur link différent. Avec certains jeux, dont ceux de la gamme NES Classics, il est possible de jouer à plusieurs avec une seule cartouche : le jeu est transféré sans fil dans la mémoire vive de la seconde console.

## Jeux compatibles
- bit Generations series (Japon seulement)
- Boktai 2: Solar Boy Django
- Boktai 3: Sabata's Counterattack
- NES Classics :
  - Donkey Kong
  - Dr. Mario
  - Ice Climber
  - Pac-Man
  - Super Mario Bros.
  - Xevious
- Digimon Racing[1]
- Dragon Ball Z: Buu's Fury
- Hamtaro: Ham-Ham Games
- Keroro Gunsou Taiketsu! Keroro Cart de Arimasu!! (Japon seulement)
- The Lord of the Rings: The Third Age
- Sonic Advance 3[Information douteuse]
- Mario Golf: Advance Tour
- Mario Tennis: Power Tour
- Mega Man Battle Network 5
- Mega Man Battle Network 6: Cybeast Falzar
- Mega Man Battle Network 6: Cybeast Gregar
- Momotaro Dentetsu G: Make a Gold Deck! (Japon seulement)
- Nonono Puzzle Chalien (Japon seulement)
- Pokémon Émeraude
- Pokémon Rouge Feu
- Pokémon Vert Feuille
- Sennen Kazoku (Japon seulement)
- Shrek SuperSlam
- The Chronicles of Narnia: The Lion, the Witch and the Wardrobe